# (225250) Georgfranziska
(225250) Georgfranziska est un astéroïde de la ceinture principale.

## Description
(225250) Georgfranziska est un astéroïde de la ceinture principale. Il fut découvert le 30 août 2009 à Taunus par Stefan Karge et Ute Zimmer. Il présente une orbite caractérisée par un demi-grand axe de 2,33 UA, une excentricité de 0,24 et une inclinaison de 5,0° par rapport à l'écliptique.

## Compléments